# Anne Parrish
Anne Parrish (* 12. November 1888 in Colorado Springs, Colorado; † 5. September 1957 in Danbury, Connecticut) war eine US-amerikanische Schriftstellerin, die neben ihrem Roman Loads of Love vor allem durch ihr Mädchen-Puppenabenteuer Floating Island bekannt wurde.

## Leben
Nach dem Besuch der Philadelphia School of Design for Women gab Parrish ihr literarisches Debüt 1923 mit dem Roman A Pocketful of Poses. In der Folgezeit verfasste sie die drei Romane: Knee High to a Grasshopper (1923), The Dream Coach (1924) sowie Lustres (1924),  illustriert von ihrem jüngeren Bruder Dillwyn Parrish, dem späteren Ehemann der Schauspielerin Gigi Parrish.
1930 erschien Anne Parrishs bekanntes Puppenabenteuer für Mädchen Floating Island, das in deutscher Übersetzung erstmals 1952 unter dem Titel Die schwimmende Insel erschien. Neben ihrem danach verfassten Roman Loads of Love (1932) schrieb sie noch zahlreiche weitere Bücher. Zu ihren bekanntesten Werken gehören:
- Semi-Attached (1924)
- The Perennial Bachelor (1925)
- To-Morrow Morning (1927)
- All Kneeling (1928)
- The Methodist Faun (1929)
- Sea Level (1934)
- Golden Wedding (1936)
- Mr. Despondency’s Daughter (1938)
- Pray For A Tomorrow (1941)
- Poor Child (1945)
- A Clouded Star (1948)
- The Story of Appleby Capple (1950)
- And Have Not Love (1954)

Nach ihrem Tod aufgrund einer intrazerebralen Blutung erschien 1958 posthum ihr Roman The Lucky One.